# Arla Foods

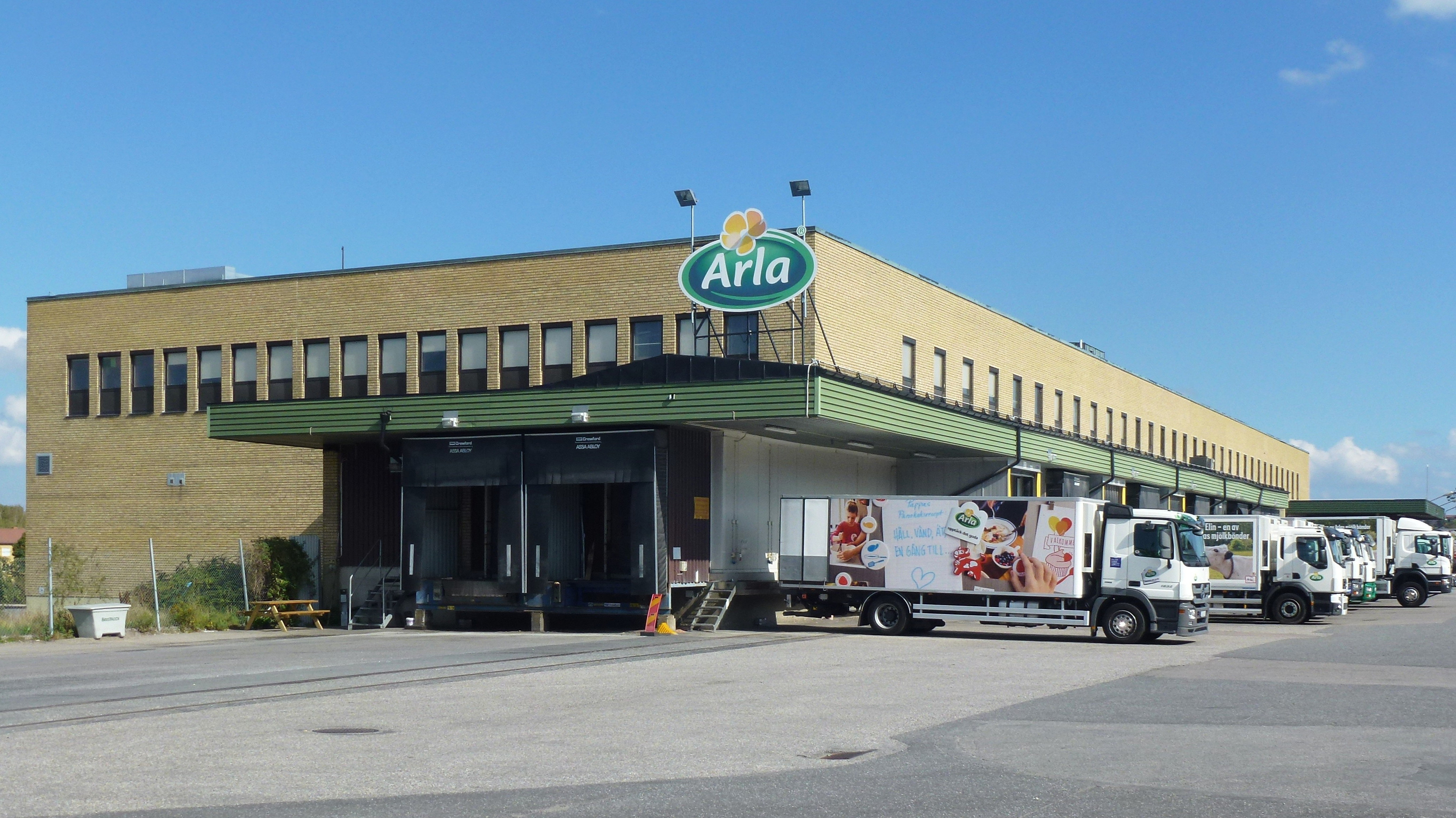
Arlas distributionsanläggning på Årsta partihallar, Stockholm.

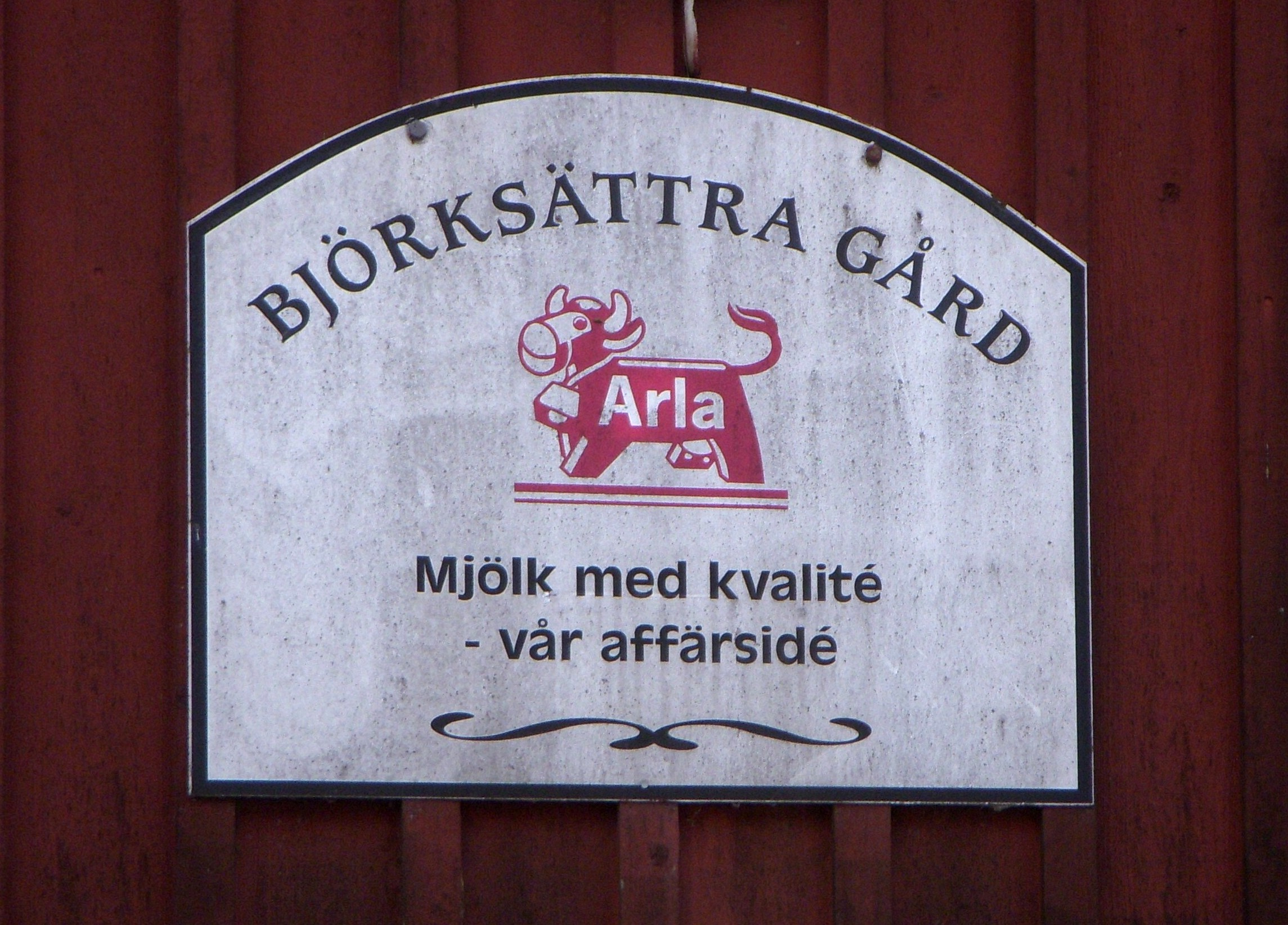
Arla på Björksättra gård.

Arla Foods amba är ett danskregistrerat europeiskt mejerikooperativ, som ägs av 7 624 mjölkbönder i sju europeiska länder (Belgien, Danmark, Luxemburg, Nederländerna, Storbritannien, Sverige och Tyskland). Arlas mjölkbönder är både ägare till kooperativet och leverantörer av mjölken. Genom demokratin i den kooperativa företagsformen har de inflytande enligt den gamla principen: en medlem, en röst.
Det nuvarande företaget bildades i april 2000 genom sammanslagning av svenska Arla ek. för. och danska MD Foods. Företaget har vuxit ytterligare efter fusioner med de tyska Hansa-Milch och Allgäuland-Käsereien samt det brittiska Milk Link.
Arla Foods är världens största producent av ekologiska mejeriprodukter.

## Historik

### Dansk-svensk sammanslagning
I slutet av 1990-talet pågick diskussioner om att svenska Arla skulle expandera utanför landets gränser. Framför allt gällde det alternativen fusion med det finländska Valio Oy eller det danska MD Foods. Valio var marknadsledande i Finland och var i samma storlek som Arla, men hade inga större exportnätverk. Däremot skulle de två företagen ha lika mycket inflytande och ägande i det nya företaget. MD Foods var dubbelt så stort som Arla och hade ett stort exportnätverk, men en sammanslagning skulle resultera i mindre inflytande och ägande i det nya företaget för Arlas del.
Valio backade från en fusion när förhandlingarna om detta läckte ut i finländsk media. Arla inledde istället fusionsförhandlingar med MD Foods. För att lösa skillnaden mellan företagens storlek bestämdes att företagens inflytande och ägarskap i det nya kombinerade företaget skulle vara rörlig och baseras på mjölkmängd och antalet medlemmar alternativt mjölkleverantörer de hade vid fusionen. Detta innebar att MD Foods skulle bli majoritetsägare med 60 procent av det nya kombinerade företaget medan Arla skulle ha de resterande 40 procent. Namnet blev Arla Foods eftersom MD inte ansågs vara lämpligt; det var en förkortning av Mejeriselskabet Danmark och ansågs inte kunna representera ett nordiskt företag.
Arla bestod vid den tidpunkten av 39 delägarkretsar runt om i Sverige. Efter att fusionsförhandlingarna avslutats röstade 35 delägarkretsar för en fusion medan fyra röstade emot. En fusion kunde dock bara genomföras med ett enhälligt beslut. I mars 2000 höll man fusionsstämma på Norra Latin i Stockholm, där 197 röstade för och sju emot. Efter ajournering beslöt de som röstade emot att lägga ner sina röster. I och med det kunde Arla fullfölja sina fusionsplaner med MD Foods, fusionen slutfördes den 17 april och namnbytet den 6 juni.
Vid sammanslagningen fick företaget en ny logotyp, en grön oval med texten Arla Foods. Den klassiska Arla-kossan används fortfarande, men nu som ett varumärke på produkter som är baserade på svensk mjölkråvara. 2003 beslutades det att Arla Foods båda moderföreningar Arla ek. för. och MD Foods skulle upplösas i syfte att låta alla medlemmar vara delägare på samma villkor.
Hösten 2008 introducerades en ny variant av logotypen. Smörblomman, som fanns till höger på den äldre loggan, placerades nu högst upp. Kostnaden för bytet uppgick till 25 miljoner kronor.

### Nederländska affärer
Den 7 december 2004 skrev styrelsen för Arla Foods amba samt det nederländska Campina under en avsiktsförklaring om att bilda ett nytt företag under namnet Campina Arla amba. Det nya företaget, Campina Arla, skulle ha sitt huvudkontor i Köpenhamn och till viss del i Zaltbommel i Nederländerna, med administrationen fördelad på Stockholm, Århus och Zaltbommel. Campina Arla amba förväntades bli ett av världens största medlemsägda mejeriföretag, med 21.000 medlemmar från Nederländerna, Tyskland, Belgien, Sverige och Danmark. Affären var dock villkorad till en så kallad due diligence, det vill säga en företagsbesiktning, där de båda företagen öppnade sina räkenskaper för varandra för en närmare granskning. Men även EU:s konkurrensmyndigheter var tvungna att granska och godkänna fusionen. Den 21 april 2005 meddelade dock styrelserna för båda företagen att fusionsförhandlingarna inte kunde fortsätta, då de bland annat inte kunde enas om ett gemensamt upplägg att presentera för representantskapen i de båda företagen. De egentliga orsakerna till varför fusionsförhandlingarna inte kunde fortskrida offentliggjorde dock inte. Den 11 mars 2009 meddelade Arla att de lagt ett bud på Friesland Foods Fresh. Friesland Foods Fresh var ett färskvarumejeri i Nederländerna ägt av mejeriföretaget FrieslandCampina, som bildades 2008 genom en fusion av Friesland Foods och Campina. Den 4 maj 2009 blev det klart att Arla övertog mejeriet Friesland Foods Fresh Nijkerk, det efter att affären godkänts av EU-kommissionen, de holländska konkurrensmyndigheterna, samt Friesland Nijkerk Works Council. Mejeriet i Nijkerk bytte namn till Arla Foods B.V. i Holland.

### Tyska fusioner
Arla meddelade den 1 april 2011 att EU-myndigheterna godkänt en fusion med den tyska mejerikoncernen Hansa-Milch eG.
Den 8 november 2011 blev Arlas köp av den sydtyska mejerikoncernen Allgäuland-Käserei klart. Den 31 januari 2012 nedlades produktionen av Allgäuland-Käsereis "vita produkter" såsom mjölk, grädde och yoghurt och därefter återstod endast ostframställning.

### Fusion med Milko
Den 1 september 2011 publicerades en kritisk artikel i Veckans Affärer där journalisten Gunnar Lindstedt granskade Arlas agerande i samband med den planerade fusionen med mellansvenska mejeriföretaget Milko. Enligt Arla innehöll artikeln en rad felaktigheter om företaget och om fusionsplanerna med Milko. Tvärtemot vad Lindstedt påstod i artikeln hävdade Arla att deras verksamhet i Sverige var lönsam och de som marknadsledare varit först ut med prishöjningar till handeln under 2010 och 2011.
Bakgrunden till den planerade fusionen var att Milkos ekonomi var mycket dålig och att företaget skulle ha svårt att klara sig på egen hand. Milko vände sig därför i maj till Arla med förslag om fusion mellan de båda bondeägda mejeriföreningarna. Den 26 oktober godkände Konkurrensverket fusionen mellan de två mejeriföreningarna, och den 1 november blev det officiellt. Konkurrensverket krävde dock att Arla skulle sälja några av Milkos varumärken Bollnäsfil, Bärry, Fjällfil, Fjällyoghurt och Tiger samt Milkos mejeri i Grådö i Dalarna.
Den 17 januari 2012 såldes Bollnäsfil till Gefleortens mejeriförening och Fjällfil och Fjällyoghurt till Norrmejerier.
Den 14 februari 2012 sålde Arla av de resterande varumärkena Bärry och Tiger till Kavli. Den 5 juli meddelade Konkurrensverket att Grådö-mejeriet skulle bli sålt till Kooperativa Förbundet (KF), och därmed var alla villkor för fusionen med Milko uppfyllda.

### Brittiska fusioner
Den 22 maj 2012 meddelade Arla att man skulle genomföra en fusion med brittiska Milk Link och det blev officiellt den 1 oktober.

### Rynkeby säljs, fusion med Gefleortens
Den 19 maj 2016 meddelade Arla att man hade sålt sitt dotterbolag Rynkeby Foods A/S som är Nordens största juicetillverkare till den globala juicekoncernen Eckes-Granini Group.
Den 18 maj 2017 meddelade både Arla och Gefleortens mejeriförening om att förhandlingar rörande en fusion hade inletts. Den 3 augusti meddelade Konkurrensverket att man hade inlett en fördjupad undersökning om vilka konsekvenserna skulle bli för den svenska mejerimarknaden om Arla och Gefleortens mejeriförening fusionerades. Den 18 oktober godkände konkurrensverket en fusion mellan Arla och Gefleortens mejeriförening. Det innebär att alla bönder och anställda i Gefleortens mejeriförening tas över av Arla.

### 2020 bojkott
Arla blev kritiserade av Uppdrag Granskning för att de köpt mjölk av en gård som misskötte korna grovt. Många personer rasade mot Arla och uppmanade till bojkott av deras produkter.

### Ytterligare en tysk fusion
Den 8 april 2025 meddelade Arla att man hade för avsikt att bli fusionerad med det tyska mejerikooperativet DMK Deutsches Milchkontor i syfte att bilda Europas största mejerikooperativ. I juni ska de två mejerikooperativens ägarrepresentanter rösta om den tilltänkta fusionen medan i slutet av 2025 beräknar man att berörda myndigheter har givit utlåtande om fusionen. Det gemensamma mejerikooperativet kommer fortsättningsvis heta Arla Foods och vara registrerad i Viby i Århus i Danmark.

## Varumärken
Arla Foods har produktion i 14 länder och försäljningskontor i ytterligare 20 länder.
Företaget tillverkar mejeriprodukter som mjölk, grädde, filmjölk, crème fraiche, smör och ost. Arlas varumärken inkluderar bland andra Bregott, Kelda, Keso, Yoggi Yalla!.
Skånemejerier och Arla Foods ägde tillsammans JO Bolaget, som producerade juice under varumärkena Bravo, Tropicana, God Morgon och JO, Frukternas Nektar och Sagolika fruktsoppor. Varumärket Tropicana ägs av amerikanska Pepsico, men JO Bolaget hade säljuppdraget i Sverige. I slutet av 2008 lade Arla och Skånemejerier ned JO Bolaget. Skånemejerier fortsatte med tillverkningen av Bravo-juicerna under egen regi medan Arla tog över varumärket God Morgon och JO. Dessutom behöll Arla varumärket Sagolika Frukt- och bärsoppor samt säljuppdraget för Tropicana.

### Arla-kon
Den röda Arla-kon används som logotyp i Sverige för produkter och varumärken med mjölk från svenska gårdar.

## Företagsfakta
Företaget är registrerat i Danmark och har sitt huvudkontor i Århus. Peder Tuborgh har varit koncernchef och vd sedan 2005. Arla är en av de största aktörerna i den internationella mejerivärlden och ser Danmark, Finland, Nederländerna, Storbritannien, Sverige och Tyskland som sina kärnmarknader. Vd för Arla Sverige är sedan 2016 Patrik Hansson.
I Sverige har företaget kontor i Stockholm och driftsplatser (mejerier, ysterier, pulverfabriker) i:

### Svenska anläggningar
| Namn                      | Ort        | Startår | Produkter | Anställda |        |
| ------------------------- | ---------- | ------- | --- | --------- | ------ |
| Falbygdens Ost            | Falköping  | 1878    | Ostar. | ~85       | [ 49 ] |
| Falkenberg Mejeri         | Falkenberg | 1965    | Keso. | ~110      | [ 50 ] |
| Götene Mejeri             | Götene     | 1971    | Ostar, smör och rapsolja. | ~450      | [ 51 ] |
| Jönköping Mejeri          | Jönköping  | 1985    | Ekologisk mjölk, filmjölk, konsumtionsmjölk och vispgrädde.                                                                        | ~480      | [ 52 ] |
| Kalmar Mejeri             | Kalmar     | 1954    | Ostar. | ~100      | [ 53 ] |
| Kvibille Mejeri           | Kvibille   | 1916    | Ostar. | ~100      | [ 54 ] |
| Linköping Mejeri          | Linköping  | 1977    | Crème fraiche, ekologisk mjölk, filmjölk, gräddfil, kaffemjölk, låglaktosmjölk, matlagningsyoghurt, pucko, vispgrädde och yoghurt. | ~290      | [ 55 ] |
| Stockholm Mejeri          | Kallhäll   | 1983    | Ekologisk mjölk, filmjölk, gräddfil, konsumtionsmjölk och vispgrädde.                                                              | ~550      | [ 56 ] |
| Vimmerby Pulveranläggning | Vimmerby   | 2004    | Mjölkpulver. | ~95       | [ 57 ] |
| Visby Mejeri              | Visby      | 1984    | Konsumtionsmjölk, mjölkpulver och vispgrädde.                                                                                      | ~55       | [ 58 ] |
| Östersund Mejeri          | Östersund  | 1956    | Ostar. | ~60       | [ 59 ] |

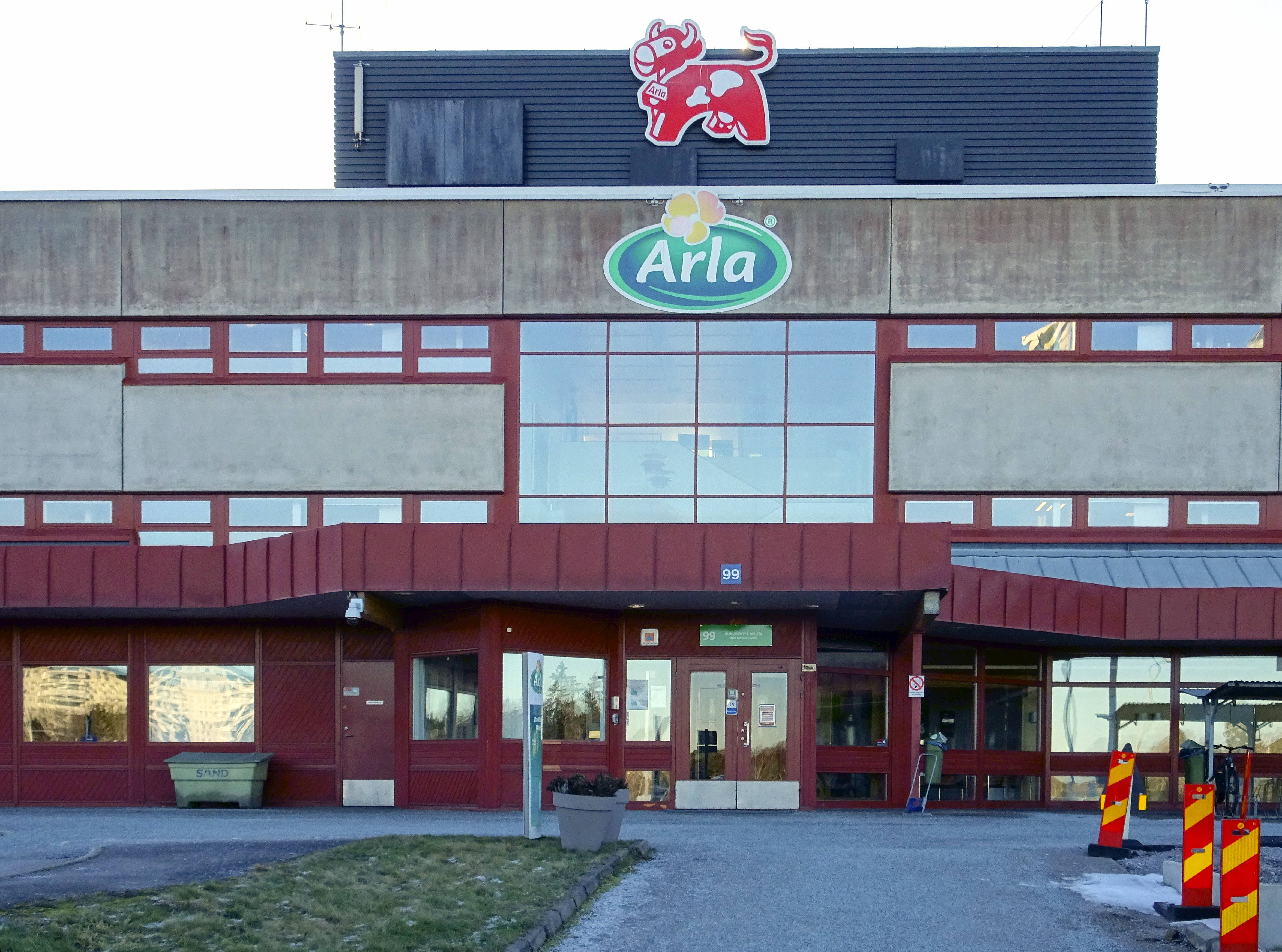
Stockholm Mejeri, Kallhäll, huvudentré.

Därutöver finns distributionsterminaler på sju andra orter.

#### Tidigare anläggningar
- Boxholm Mejeri

### Ledning

#### Styrelseordförande
- 2000–2003: Lars Lamberg
- 2003–2007: Knud Erik Jensen
- 2007–2011: Ove Møberg
- 2011–2018: Åke Hantoft
- 2018–idag: Jan Toft Nørgaard

#### Verkställande direktörer
- 2000–2003: Jens Bigum
- 2003–2005: Åke Modig
- 2005–idag: Peder Tuborgh